# Fest i hela huset
Fest i hela huset är en eurodancelåt skriven, producerad och framförd av Basshunter samt fem av deltagarna som deltog i den svenska upplagan av Big Brother 2011 (Annie Almen, Gökhan "Gurkan" Gasi, Sara Jönsson, Simon Danielsson och Sonia Kamau). Den 30 april meddelade Basshunter att hade lagt till "Big Brother-deltagarna som upphovsmän, vilket gör att även de får dela på låtens intäkter.   

## Låtlista
- Digital nedladdning (20 april 2011)[2]

1. "Fest i hela huset" (Basshunter vs. BigBrother) – 2:50

- Digital nedladdning (23 maj 2011)[3]

1. "Fest i hela huset" (Basshunter vs. BigBrother) – 2:50
2. "Fest i hela huset" (ClubKid Remix) [Basshunter vs. BigBrother] – 3:50
3. "Fest i hela huset" (Instrumental) [Basshunter vs. BigBrother] – 2:45

## Listplaceringar
| Land    | Lista (2011)   | Högsta position |
| ------- | -------------- | --------------- |
| Sverige | Top 60 Singles | 5               |